# Carlos Reussi
El Dr. Carlos Reussi (1909 - 1993) fue un distinguido médico clínico argentino. Presidente de la Asociación Médica Argentina (AMA) en el período  1982 – 1992. 
Se instituyó un premio con su nombre en la Asociación Médica Argentina y en la Universidad de Valparaíso (Chile), por su acción científica en la unión entre ambos países, Maestro de Los Andes De Reussi, obtenido entre otros en el año 2019 por el cardiólogo Luis de la Fuente, precandidato argentino al Nobel de Medicina.   

## Trayectoria
Carlos Reussi fue un médico clínico e internista de raza, un individuo de una lucidez envidiable, un líder con una gran capacidad de conducción y muy concreto al momento de tomar decisiones, tanto en lo personal como en lo institucional. Un hombre de empuje que lograba formar equipos de trabajo muy efectivos con gran facilidad y que siempre inculcaba el amor al prójimo y a la medicina. En resumen, una personalidad multifacética y relevante que trascendió largamente las fronteras de nuestro país. 
El Dr. Luis Julio González Montaner relata que en las épocas estudiantiles en la facultad ya demostraba su liderazgo: 
“… lo llevó en esa temprana época a ser miembro del Círculo Médico Argentino y del Centro de Estudiantes, donde formó parte de la comisión de cursos complementarios, fue secretario de la misma y del Museo”. 
Debemos resaltar en lo asistencial su culto por la relación médico-paciente, expresado en las cálidas muestras de cariño que recibía permanentemente de sus numerosos pacientes, tanto de su querido Hospital Rivadavia, donde fue jefe del Servicio de Clínica Médica, como de su actividad privada. 
Asimismo, recordamos su generosa entrega a la docencia, que le permitió formar una legión de discípulos, que alcanzaron reconocimiento nacional e incluso internacional. Fue profesor titular y luego profesor emérito de la Cátedra de Clínica Médica, de la Universidad de Buenos Aires (UBA). 
En lo investigativo recibió, entre otros, el Premio Luis Agote de la Facultad de Medicina de la UBA, en varias oportunidades, por el mejor trabajo de clínica médica. Esta inclinación lo inició como ayudante-alumno del Instituto-Cátedra de Fisiología del Prof. Dr. Bernardo Houssay (Premio Nobel 1947).